# Several Species of Small Furry Animals Gathered Together in a Cave and Grooving with a Pict
Pistes de Ummagumma
Grantchester Meadows
(6) The Narrow Way
(8)
Several Species of Small Furry Animals Gathered Together in a Cave and Grooving with a Pict (Plusieurs espèces de petits animaux à poils rassemblés dans une grotte et s'éclatant avec un Picte) est un collage sonore écrit et monté par Roger Waters sur l'album Ummagumma.
Le montage consiste en quelques minutes de bruits bizarres ressemblant à des cris de rongeurs et d'oiseaux simulés par la voix de Roger Waters jouées à différentes vitesses, suivies par des commentaires de ce dernier avec un accent écossais sec (des sources disent que c'est Ron Geesin — qui travaillera avec Pink Floyd pour Atom Heart Mother — qui récite le texte).
Le mot Pict renvoie aux Pictes, tribus qui peuplaient une grande partie de l'Écosse avant la conquête romaine et qui, avec d'autres peuplades, allaient devenir les Scots.
Il y a un message caché dans la chanson. Si elle est jouée à la vitesse 0,5 on peut entendre à 4:32 très exactement, le guitariste Roger Waters dire « That was pretty avant-garde, wasn't it? » (« C'était assez avant-gardiste, n'est-ce pas ? ») en écho. Certains pensent que la séquence entre 1:30 et 2:10 (environ) est composée de répétitions de la phrase « Bring back my guitar » (« Ramenez-moi ma guitare ») prononcée par Roger Waters et accélérée par un facteur de 10.
Dans le cadre du concept de l'album Ummagumma qui consiste à ce que chaque membre du groupe Pink Floyd écrit, compose et enregistre seul sur une demi-face du LP, Roger Waters compose Grantchester Meadows. Cependant, la chanson est trop courte pour remplir la demi-face et Waters doit en faire une autre. Ce sera donc celle-ci.

## Personnel
- Roger Waters : vocalisations et effets sonores